# Топоров, Сергей Юрьевич
Сергей Юрьевич Топоров (2 января 1971, Прокопьевск, Кемеровская область — 26 декабря 2024) — российский футболист, нападающий, полузащитник.

## Биография
Родился в городе Прокопьевске Кемеровской области.
В 1986 году окончил 8 классов школы № 50 в Прокопьевске. В 1989 году окончил Прокопьевский техникум физической культуры. В 1991 году окончил Ленинск-Кузнецкое училище олимпийского резерва. В 1998 году окончил Новокузнецкий государственный педагогический институт.
Большую часть своей карьеры провёл в ленинск-кузнецкой «Заре». В 1995 году признан лучшим футболистом первой лиги по версии газеты «Спорт-Экспресс». После вылета команды в 1997 году во вторую лигу перешёл в омский «Иртыш». В своё время приглашался в московский «Спартак», но отказался. Играл в первой и второй лигах за команды зоны «Восток». В 2005 году, когда «Заря» вновь заявилась для участия в ПФЛ, вернулся в клуб, где и закончил выступления.
- Лучший игрок первой лиги 1995 года по версии газеты «Спорт-Экспресс».
- Автор 100 голов в первой лиге (6-й результат за всю историю российских первенств на конец 2008 года)[1]
- Всего в первенствах России провёл 413 матчей, забил 139 мячей. В Кубке России провёл 17 матчей, забил 2 мяча[2].

В 2006 году, завершив спортивную карьеру, стал тренером школы «Иртыша» (Омск, группа 1997 года рождения). В 2009 году с этими ребятами стал чемпионом города и Омской области, заняли третье место в зональном турнире в городе Кургане.
С 2010 года работал вторым тренером в ФК «Кузбасс» Кемерово.
С июля 2012 года по 21 августа 2017 года работал главным тренером в клубе из Междуреченска «Распадская».
Работал тренером-преподавателем по футболу в МКУДО ДЮСШ «Олимп», г. Анапа, Краснодарский край. Его команда завоевала Черноморский Кубок по пляжному футболу среди девушек 2018 года.
Умер 26 декабря 2024 года в возрасте 53 лет.

## Семья
Дочь Анастасия (род. 07.08.1993). Имеет I судейскую категорию, футбольный арбитр высшего дивизиона (женщины).